# Saison 2021-2022 du Football Club de Grenoble rugby
Cette page présente la saison 2021-2022 du Football club de Grenoble rugby en Pro D2.

## Staff sportif
| Nom                 | Poste                   | Nationalité sportive |
| ------------------- | ----------------------- | -------------------- |
| Fabien Gengenbacher | Directeur sportif       | France               |
| Nicolas Nadau       | Entraîneur arrières     | France               |
| Arnaud Héguy        | Entraîneur avants       | France               |
| Jean-Noël Perrin    | Assistant mêlée         | France               |
| Lionel Ringeval     | Assistant touche        | France               |
| Lionel Enzelmoz     | Assistant trois-quart   | France               |
| Steven Setephano    | Intervenant skills      | Îles Cook            |
| Danie de Beer       | Intervenant jeu au pied | Afrique du Sud       |

## Effectif 2021-2022
| Nom                 | Poste                  | Naissance          | Nationalité sportive | Sélections | Dernier club                 | Arrivée au club |
| ------------------- | ---------------------- | ------------------ | -------------------- | ---------- | ---------------------------- | --------------- |
| Irakli Aptsiauri    | Pilier                 | 23 février 2003    | Géorgie              | -          | Lelo Saracens                | 2021            |
| Eli Eglaine         | Pilier                 | 15 septembre 2000  | France               | -          | Formé au club                | 2020            |
| Luka Goginava       | Pilier                 | 4 octobre 1996     | Géorgie              | -          | Soyaux Angoulême XV          | 2021            |
| Zack Gauthier       | Pilier                 | 31 janvier 2000    | France               | -          | Formé au club                | 2020            |
| Nika Gvaladze       | Pilier                 | 2 février 1999     | Géorgie              | -          | Formé au club                | 2019            |
| Ilia Kaikatsishvili | Pilier                 | 2 septembre 1993   | Géorgie              | -          | USO Nevers                   | 2020            |
| Régis Montagne      | Pilier                 | 30 septembre 2000  | France               | -          | Formé au club                | 2019            |
| Toma'akino Taufa    | Pilier                 | 9 mars 1995        | Tonga                |            | Aviron bayonnais             | 2021            |
| Zurab Zhvania       | Pilier                 | 23 septembre 1991  | Géorgie              |            | Wasps                        | 2021            |
| Enzo Camilleri      | Talonneur              | 19 novembre 2001   | France               | -          | Formé au club                | 2021            |
| Yanis Gimenez       | Talonneur              | 20 mars 2000       | France               | -          | Formé au club                | 2021            |
| Jean-Charles Orioli | Talonneur              | 9 août 1989        | France               | -          | Stade rochelais              | 2020            |
| Pierre Strippoli    | Talonneur              | 3 juillet 2001     | France               | -          | Formé au club                | 2021            |
| Lilian Rossi        | Talonneur              | 1er mai 1998       | France               | -          | Formé au club                | 2018            |
| Mathis Sarragallet  | Talonneur              | 6 juillet 2000     | France               | -          | Formé au club                | 2020            |
| Levi Douglas        | Deuxième ligne         | 1er septembre 1995 | Angleterre           | -          | RC Toulon                    | 2021            |
| Thomas Lainault     | Deuxième ligne         | 28 décembre 1993   | France               | -          | Rouen NR                     | 2021            |
| José Madeira        | Deuxième ligne         | 19 mars 2001       | Portugal             |            | CF Os Belenenses             | 2020            |
| Julien Ruaud        | Deuxième ligne         | 7 décembre 1997    | France               | -          | ASM Clermont                 | 2020            |
| Jan Uys             | Deuxième ligne         | 3 janvier 1994     | Afrique du Sud       | -          | Bulls                        | 2021            |
| Adrien Vigne        | Deuxième ligne         | 14 octobre 1998    | France               | -          | Stado Tarbes                 | 2021            |
| Clément Ancely      | Troisième ligne aile   | 6 mars 1993        | France               | -          | RC Massy                     | 2018            |
| Antonin Berruyer    | Troisième ligne aile   | 8 septembre 1998   | France               | -          | Formé au club                | 2017            |
| Steeve Blanc-Mappaz | Troisième ligne aile   | 12 juillet 1990    | France               | -          | RC Vannes                    | 2018            |
| Victor Guillaumond  | Troisième ligne aile   | 21 avril 2001      | France               | -          | Formé au club                | 2020            |
| Thibaut Martel      | Troisième ligne aile   | 15 août 1998       | France               | -          | Formé au club                | 2019            |
| Marnus Schoeman     | Troisième ligne aile   | 9 février 1989     | Afrique du Sud       | -          | Lions                        | 2021            |
| Tanginoa Halaifonua | Troisième ligne centre | 3 août 1996        | Tonga                |            | Lyon OU                      | 2020            |
| Pio Muarua          | Troisième ligne centre | 28 juin 1996       | Fidji                | -          | Stade montois                | 2021            |
| Éric Escande        | Demi de mêlée          | 18 novembre 1992   | France               | -          | RC Toulon                    | 2019            |
| Felipe Ezcurra      | Demi de mêlée          | 15 avril 1993      | Argentine            |            | Jaguares                     | 2021            |
| Jérémy Valençot     | Demi de mêlée          | 28 février 1997    | France               | -          | Formé au club                | 2016            |
| Florian Zupan       | Demi de mêlée          | 22 août 2000       | France               | -          | Formé au club                | 2020            |
| Romain Barthélémy   | Demi d'ouverture       | 25 janvier 1990    | France               | -          | Aviron bayonnais             | 2021            |
| Thomas Fortunel     | Demi d'ouverture       | 7 juin 1995        | France               | -          | US Montauban                 | 2021            |
| Corentin Glénat     | Demi d'ouverture       | 26 août 1999       | France               | -          | Formé au club                | 2018            |
| Bautista Ezcurra    | Centre                 | 21 avril 1995      | Argentine            |            | Rugby ATL                    | 2021            |
| Romain Fusier       | Centre                 | 27 janvier 2000    | France               | -          | Formé au club                | 2019            |
| Wilfried Hulleu     | Centre                 | 27 juin 2002       | France               | -          | Formé au club                | 2021            |
| Atu Manu            | Centre                 | 24 juillet 1998    | Tonga                |            | Stade français               | 2021            |
| Adrien Seguret      | Centre                 | 22 juillet 1998    | France               | -          | Stade montois                | 2020            |
| Romain Trouilloud   | Centre                 | 6 juin 2000        | France               | -          | Formé au club                | 2020            |
| Lucas Dupont        | Ailier                 | 19 mars 1990       | France               | -          | Formé au club Montpellier HR | 2015            |
| Fabien Guillemin    | Ailier                 | 29 juillet 2000    | France               | -          | Formé au club                | 2020            |
| Benito Masilevu     | Ailier                 | 7 octobre 1989     | Fidji                |            | SU Agen                      | 2020            |
| Timoci Nagusa       | Ailier                 | 14 juillet 1987    | Fidji                |            | Montpellier HR               | 2020            |
| Karim Qadiri        | Ailier                 | 16 février 1996    | France               |            | CS Beaune                    | 2020            |
| Jonathan Bousquet   | Arrière                | 5 mars 1988        | France               | -          | USA Perpignan                | 2020            |
| Ange Capuozzo       | Arrière                | 30 avril 1999      | Italie               |            | Formé au club                | 2019            |
| Julien Farnoux      | Arrière                | 24 avril 1993      | France               | -          | USA Perpignan                | 2022            |
| Tom Sposito         | Arrière                | 3 février 2001     | France               | -          | Formé au club                | 2021            |

‌

## Calendrier et résultats

### Pro D2
| - FC Grenoble - Oyonnax rugby : 14 - 22 - RC Vannes - FC Grenoble : 33 - 38 - FC Grenoble - SU Agen : 17 - 13 - Stade aurillacois - FC Grenoble : 21 - 16 - FC Grenoble - Aviron bayonnais : 13 - 18 - Rouen NR - FC Grenoble : 16 - 21 - FC Grenoble - AS Béziers : 19 - 21 - USO Nevers - FC Grenoble : 21 - 21 - FC Grenoble - Colomiers rugby : 15 - 22 - Provence rugby - FC Grenoble : 19 - 13 - US Carcassonne - FC Grenoble : 20 - 9 - FC Grenoble - RC Narbonne : 26 - 8 - US Montauban - FC Grenoble : 25 - 25 - FC Grenoble - Stade montois : 32 - 19 - US bressane - FC Grenoble : 30 - 20 | - Oyonnax rugby - FC Grenoble : 38 - 10 - FC Grenoble - RC Vannes : 10 - 25 - SU Agen - FC Grenoble : 30 - 9 - FC Grenoble - Stade aurillacois : 27 - 23 - Aviron bayonnais - FC Grenoble : 35 - 37 - FC Grenoble - Rouen NR : 14 - 15 - AS Béziers - FC Grenoble : 20 - 17 - FC Grenoble - USO Nevers : 34 - 10 - Colomiers rugby - FC Grenoble : 25 - 20 - FC Grenoble - Provence rugby : 6 - 9 - FC Grenoble - US Carcassonne : 28 - 23 - RC Narbonne - FC Grenoble : 32 - 32 - FC Grenoble - US Montauban : 22 - 21 - Stade montois - FC Grenoble : 19 - 12 - FC Grenoble - US bressane : 42 - 17 |

### Série
Séries de la saison :
- Série(s) de victoires : 2
- Série(s) de matches sans défaite : 3
- Série(s) de défaites : 4
- Série(s) de matches sans victoire : 5

### Evolution classement
| Club        | 1  | 2  | 3 | 4 | 5 | 6 | 7  | 8  | 9  | 10 | 11 | 12 | 13 | 14 | 15 | 16 | 17 | 18 | 19 | 20 | 21 | 22 | 23 | 24 | 25 | 26 | 27 | 28 | 29 | 30 |
| ----------- | -- | -- | - | - | - | - | -- | -- | -- | -- | -- | -- | -- | -- | -- | -- | -- | -- | -- | -- | -- | -- | -- | -- | -- | -- | -- | -- | -- | -- |
| FC Grenoble | 12 | 10 | 6 | 8 | 9 | 9 | 10 | 10 | 10 | 12 | 12 | 12 | 12 | 10 | 11 | 12 | 13 | 12 | 13 | 13 | 13 | 13 | 12 | 13 | 13 | 13 | 12 | 11 | 13 | 12 |

### Classement Pro D2
| Rang | Club               | J  | V  | N | D  | Bo | Bd | Pm  | Pe  | Diff | Pts |
| ---- | ------------------ | -- | -- | - | -- | -- | -- | --- | --- | ---- | --- |
| 1    | Stade montois      | 30 | 23 | 0 | 7  | 12 | 2  | 860 | 525 | +335 | 106 |
| 2    | Aviron bayonnais R | 30 | 20 | 2 | 8  | 12 | 4  | 890 | 607 | +283 | 100 |
| 3    | Oyonnax Rugby      | 30 | 20 | 1 | 9  | 10 | 4  | 910 | 534 | +376 | 96  |
| 4    | USON Nevers        | 30 | 16 | 2 | 12 | 9  | 5  | 759 | 611 | +148 | 82  |
| 5    | US Carcassonne     | 30 | 17 | 1 | 12 | 4  | 6  | 694 | 621 | +73  | 80  |
| 6    | Colomiers Rugby    | 30 | 18 | 0 | 12 | 2  | 4  | 639 | 595 | +44  | 78  |
| 7    | Provence Rugby     | 30 | 17 | 1 | 12 | 1  | 5  | 671 | 684 | -13  | 76  |
| 8    | US Montauban       | 30 | 14 | 2 | 14 | 3  | 5  | 671 | 758 | -87  | 68  |
| 9    | AS Béziers         | 30 | 13 | 1 | 16 | 2  | 8  | 619 | 634 | -15  | 64  |
| 10   | Stade aurillacois  | 30 | 14 | 0 | 16 | 1  | 5  | 550 | 720 | -170 | 62  |
| 11   | RC Vannes          | 30 | 12 | 2 | 16 | 4  | 5  | 655 | 623 | +32  | 61  |
| 12   | FC Grenoble        | 30 | 11 | 3 | 16 | 3  | 7  | 619 | 653 | -34  | 60  |
| 13   | SU Agen R          | 30 | 10 | 1 | 19 | 1  | 13 | 604 | 725 | -121 | 56  |
| 14   | Rouen NR           | 30 | 10 | 1 | 19 | 1  | 6  | 606 | 823 | -217 | 49  |
| 15   | US bressane P      | 30 | 9  | 3 | 18 | 1  | 3  | 607 | 844 | -237 | 46  |
| 16   | RC Narbonne P      | 30 | 5  | 2 | 23 | 0  | 8  | 544 | 941 | -397 | 32  |

## Statistiques
(mises à jour après 28 journées)

### Meilleurs réalisateurs
| Rang | Joueur            | Poste            | Points | Essais | Transf. | Pén. | Drops |
| ---- | ----------------- | ---------------- | ------ | ------ | ------- | ---- | ----- |
| 1    | Romain Barthélémy | Demi d'ouverture | 113    | -      | 19      | 23   | 2     |
| 2    | Thomas Fortunel   | Demi d'ouverture | 75     | -      | 9       | 19   | -     |
| 3    | Corentin Glénat   | Demi d'ouverture | 74     | 2      | 5       | 18   | -     |

### Meilleurs marqueurs
| Rang | Joueur             | Poste     | Essais |
| ---- | ------------------ | --------- | ------ |
| 1    | Karim Qadiri       | Ailier    | 12     |
| 2    | Adrien Seguret     | Centre    | 9      |
| 3    | Ange Capuozzo      | Arrière   | 6      |
| 4    | Lucas Dupont       | Ailier    | 3      |
| 5    | Mathis Sarragallet | Talonneur | 2      |

### Équipe-type
Selon le temps de jeu.
1.  Éli Églaine puis  Zurab Zhvania  2.  Mathis Saragallet  3.  Ilia Kaikatsishvili
4.  José Madeira ou  Tanginoa Halaifonua  5.  Levi Douglas
6.  Marnus Schoeman  8.  Tanginoa Halaifonua ou  Pio Muarua 7.  Steeve Blanc-Mappaz
9.  Éric Escande puis  Felipe Ezcurra 10.  Romain Barthélémy
11.  Karim Qadiri   12.  Romain Fusier puis  Bautista Ezcurra  13.  Adrien Seguret  14.  Lucas Dupont
15.  Corentin Glénat puis  Ange Capuozzo

## Ange Capuozzoenéquipe d'Italie
Il obtient sa première sélection le 12 mars 2022 contre l'Écosse au Stade olympique de Rome où il se distingue notamment en marquant un doublé.
Une semaine plus tard, lors de sa deuxième sélection, il permet à son équipe de s'imposer au pays de Galles grâce à une relance de plus de 60 mètres, première victoire de l'Italie depuis 2015 dans le Tournoi des Six Nations .

## Autres sélectionnés au cours de la saison

### Felipe Ezcurra (Argentine)
1 sélection : Tests Matchs

### Tanginoa Halaifonua (Tonga)
5 sélections : Coupe d'automne des nations / Tests Matchs / Pacific Nation Cup

### Toma'akino Taufa (Tonga)
1 sélection : Coupe d'automne des nations

### José Madeira (Portugal)
7 sélections : Tests Matchs / Rugby Europe Championship